# Adam Adamski
Adam Adamski (* 1960 in Plessa) ist ein deutscher Kulturmanager, Autor, Produzent von TV-Sendungen und Textildesigner. Seit 1981 lebt er in Berlin und wurde in der DDR bekannt als Veranstalter und Manager von Jazz- und Alternativ-Bands. In der Bundesrepublik arbeitete er als Autor und war in der Modebranche aktiv.

## Leben in der DDR
Adam Adamski wurde 1960 in Plessa (Kreis Bad Liebenwerda, Bezirk Cottbus), im Süden von Brandenburg in der damaligen DDR geboren. Aufgewachsen ist er in einer dörflichen Umgebung, die von Landwirtschaft und außerdem von Braunkohleabbau und Industrie geprägt war.
1973 besuchte er im Kulturhaus Plessa die erste Diskothek des Kreises Bad Liebenwerda und erlebte 1975 sein erstes Live-Rockkonzert mit der Band Klosterbrüder. Es war ihr letzter Auftritt unter diesem Namen. In seiner Jugend war Post-Hippie Adamski in der Kunden- und Blueserszene aktiv, trampte und besuchte zahlreiche Konzerte in der DDR.
In der Zeit der Berufsausbildung zum BMSR-Techniker im Kraftwerk Vockerode (1976–1979) lebte er im Internat. Anschließend arbeitete Adamski im Kraftwerk Plessa und in der PGH „Foto“ Elsterwerda. Hier wurde ihm auch eine Ausbildung zum Fotografen ermöglicht. Von 1980 bis 1981 leistete er seinen Grundwehrdienst bei der Volkspolizei-Bereitschaft in Basdorf, nach Verweigerungen von Befehlen und schließlich des Dienstes an der Waffe verfügte er als Fotograf der Garnison über das Fotolabor.
Ab Ende 1981 war Adamski als Technischer Mitarbeiter an der Humboldt-Universität Berlin, Sektion Veterinärmedizin, Bereich Biochemie angestellt. 1982 hatte er gemeinsam mit einem Freund den Plan, die DDR illegal über Ungarn zu verlassen, stellte das Vorhaben aber zurück. Der Grund war eine unerwartete Stellenzusage auf eine Bewerbung als Jugendklubleiter. Dem Freund Ralf Haase gelang die Flucht.
Ab September 1982 wurde er Leiter des Jugendklub Wilhelm-Pieck-Straße 153 im Stadtbezirk Berlin-Mitte. Dort wurden neben vielen Jazzkonzerten, Kleinkunstprogrammen und Diskotheken auch Fotoausstellungen mit Thomas Florschuetz, Harald Hauswald und Michael Biedowicz veranstaltet. In dieser Zeit entwickelte er zudem die Mode-Show Statt Gespräch mit Gina Heyn, René le Doil, Annekatrin Hendel u. v. a., weiterhin gemeinsam mit dem damaligen Musikstudenten Frank Raschke die 32-köpfige Berliner BigBand Variation. Eine große Premierenveranstaltung für beide Projekte fand beim „Jazztopf“ in der Großgaststätte Ahornblatt Fischerinsel statt. „Neben seiner Tätigkeit als Jugendklubleiter organisierte er Veranstaltungen und managte Jazzbands. Adamski legte gelegentlich als DJ gemeinsam mit Peter Resmann und später allein auf (Jazz, Funk, Soul, Indie). Mitte 1985 hatte die Kulturhausleitung ihm angetragen, das Veranstaltungsprogramm und die Publikumsstruktur zu verändern oder den Job wegen seiner politischen Unzuverlässigkeit aufzugeben. Von 1983 bis 1986 war er ehrenamtlich Leiter des Jazzclub Berlin* beim Kulturbund der DDR und beteiligt an der Herausgabe des „Berliner Jazzblatt“, eines eigeninitiativen Musik-Fanzines. Ab 1985 war Adamski Mitglied der Sektion Jazz beim Komitee für Unterhaltungskunst. An der Organisation und Durchführung der „1. Jazztage der DDR“ in Weimar im Dezember 1985 wirkte er mit. In 16 Veranstaltungen traten rund 220 Jazzmusiker auf, bei Amiga erschien ein Mitschnitt.
Adamski stellte 1986 einen Ausreiseantrag.
Adamski hatte von 1985 bis Dezember 1988 keine staatliche Zulassung oder Genehmigung für seine Tätigkeit als Kulturmanager. Dennoch übernahm er 1986 das Management der ein Jahr zuvor gegründeten Band die anderen. Ebenso organisierte er für Elektro Artist (feat. Christoph Tannert, Sangare Siemsen), HerTZ, This Pop Generation wie auch Die Art Auftritte und betreute Projekte wie fett, z.art oder teurer denn je aus dem Umfeld der Brüder Ulf und Bert Wrede, Leonhard Lorek und Michael Fritz Zickert.
1987 entwickelte er gemeinsam mit Arnim Bautz die New Affaire - Magic Show. Das technisch aufwendige Multimedia-Spektakel mit Tanz, Großprojektionen, Musik, Elementen Bildender Kunst und eigener Bühnenkonstruktion hatte bis Ende 1988 Aufführungen. Diese fanden jeweils an mehreren Tagen u. a. im Berliner HdjT, der „Schorre“ Halle oder der Werner-Seelenbinder-Halle Berlin statt. Beteiligt waren neben Bautz und Adamski die Musiker Bo Kondren, Paul Landers, Künstler wie Gina Heyn, Ines Rastig und Anette Riedel, insgesamt waren ca. 35 Mitglieder an den Aufführungen beteiligt.
Parallel realisierte er von 1986 bis 1989 weitere Projekte — so unter anderem die Veranstaltungsserie Off Ground im Klubhaus „Lindenpark“ in Potsdam-Babelsberg, in der alternative Bands („Die anderen Bands“) und unabhängige Projekte inszeniert wurden. Im “Haus Auensee“ Leipzig produzierte er 1986 mit Joachim Zetzmann ein Alternativ-Rock-Wochenende. Elias Pape engagierte Adamski 1987 als Produzent zu einem Jazz- und Indie-Festival im Volkspark in Halle.
Für das Berliner Haus der jungen Talente vermittelte er von 1984 bis 1989 regelmäßig Musikbands und Projekte zum Montags-Jazz, für Hausfeste, Jazztage und andere Veranstaltungen.
1988 wurden von ihm Konzerte polnischer Bands in der DDR arrangiert.
Die Alternative-Band Voo Voo von Wojciech Waglewski trat zur Friedenswoche der Berliner Jugend an der Radrennbahn in Berlin-Weißensee auf und die 19-köpfige Jazz-Bigband Young Power spielte zum Berliner Rocksommer auf der Insel der Jugend.
Weiterhin organisierte er internationale Konzerte mit Künstlern aus Polen, Westberlin, Bulgarien, der Schweiz und Portugal. Es gab Kooperationen mit Bruno Stettler, Michael Schöbel, Alfred Rogacki, Hubert Skolud, Martin Irnich, Detlev Haak u. a.
Im Mai 1989 erschien in der ostdeutschen Wochenzeitung Sonntag ein Interview des Kulturwissenschaftler Paul Kaiser mit Adam Adamski, in welchem erstmals öffentlich die Berufsbezeichnung „Manager“ im DDR-Kontext verwendet wurde: „Ich bin der, den man zuerst anpinkeln kann, weil es für das, was ich mache, noch keine offizielle und rechtliche Legitimation gibt. Ich habe mich jahrelang nicht um meinen Status gekümmert, nach konservativem Verständnis im Prinzip asozial gelebt.“
Im Frühjahr 1989 verließ er die DDR mit Hilfe von Freunden aus Westdeutschland illegal über die ungarisch-österreichische Grenze.

## Leben in Westberlin und im vereinigten Deutschland
Nach der Flucht aus der DDR begann Adam Adamski in Westberlin und in der Bundesrepublik für verschiedene Zeitschriften wie Stern, Transatlantik, Tempo und Prinz zu recherchieren und zu schreiben, unter anderem gab es Zusammenarbeit mit Reinhard Hesse, Werner Matthes (Stern) und Paul Kaiser.
Silvester 1989 organisierte er im „Jugendklub Langhansstraße“ Berlin für das Trend-Magazin Tempo eine große Party.
Ab Ende 1989 wirkte er auch als freier Autor für die Musiksendung „High Live“ vom Berliner Sender RIAS-TV. Von 1990 bis 1993 produzierte er Beiträge, Dokumentationen und Reisemagazine für verschiedene TV-Sender mit einem Gesamtumfang von ca. 500 Stunden. In dieser Zeit kooperierte Adamski mit Jörg Grabosch und Olaf Tost.
Parallel organisierte er zur letzten Volkskammerwahl 1990 der DDR und der nach Wiedervereinigung darauf folgenden Bundestagswahl im Auftrag der SPD deren Wahlkampf in den neuen Ländern. Die Wahl-Abschlussparty im Berliner Hamburger Bahnhof produzierte er gemeinsam mit Stefan Gorol, mit ihm machte Adamski auch das Booking für 30 Bühnen zum IG-Metall-Sternmarsch zum Brandenburger Tor und der Abschlusskundgebung am Potsdamer Platz im November 1990.
Adamski führte gemeinsam mit Peter Schlögl Regie bei der 30 Minuten Musikdokumentation „Plaste & Gitarren“ über „Ostrock“-Musik, welche für den RIAS TV produziert wurde.
Ebenfalls 1990 realisierte er eine TV-Dokumentation der Aufführungen der Künstlerinnengruppe Allerleirauh im historischen Stadtbad Oderberger Straße in Prenzlauer Berg Berlin. Sie wurde vom Sender RIAS TV ausgestrahlt. Ausgewählte Szenen wurden in dem Dokumentarfilm „Schönheit und Vergänglichkeit“ mit Sven Marquardt von der Regisseurin Annekatrin Hendel verwendet.
1992 fanden in der Tabakmoschee Yenidze Dresden erstmals „Tage der offenen Tür“ statt, hier organisierte er die dreitägige Veranstaltung und realisierte eine TV-Dokumentation.
1993 war Adamski Mitbegründer von Zeppelin Mode Berlin Mitte, einem Ladengeschäft für hochwertige Textilien. Es wurden ab 1994 weitere Filialen in Berlin und Potsdam eröffnet. Er war Geschäftsführer für Ausbau und Gestaltung der Verkaufsräume, Personal, den Einkauf und Verkauf verantwortlich. Weiterhin wurden von ihm die Marken Schütte-Lanz und Rosa Lanz entwickelt, er hat Design sowie die Produktion (vorrangig in Italien) realisiert. In den Jahren 1998–2002 leitete er die Geschäfte der Schütte-Lanz GmbH, einer Koproduktion mit eigenen Geschäften von Zeppelin und Andrej Nowak (Barfuß oder Lackschuh). Künstler wie Loriot, Johanna Schall oder Henry Hübchen gehörten zu den Kunden. 2012 beendete Adamski sein Engagement in dem Textilunternehmen Zeppelin Mode. In den 20 Jahren war er regelmäßiger Besucher der wichtigen europäischen Mode-, Stoff- und Garn Messen. Mehrere Saisons stellte er als Produzent eigene Marken auf Textilmessen aus.
Ab 2013 arbeitet Adamski als Berater für Textildesigner, Selbständige und andere Unternehmen.
2018 wurde ihm die Diagnose Parkinson-Krankheit bestätigt.
Seit 2019 ist Adam Adamski wieder als Autor, Berater und Produzent tätig und entwickelt Marken.

## Veranstaltungen und Projekte
- 1975–1980: Posthippie Konzerte (Klosterbrüder, Monokel, Hansi Biebl Band, Czesław Niemen, City, Bettina Wegner, Jazzwerkstatt Peitz u. a.)
- 1982–1985: Leitung Jugendklub Wilhelm-Pieck-Straße 153
- 1983–1985: Ausstellungen Fotografie (Thomas Florschuetz, Harald Hauswald, Michael Biedowicz u. a.)
- 1983–1986: Leiter Jazzclub Berlin, Herausgabe JazzBlatt
- 1983–1986: Management Wolfgang Fiedler und Fusion u. a. Bands
- 1984–1985: Berliner Bigband Vielharmonie
- 1984: ModeShow Statt Gespräch
- 1984: Jazztopf 1 und 2 (Ahornblatt Berlin, Fischerinsel)
- 1985: 1. Jazztage der DDR Weimar 6.–12. Dezember 1985
- 1986–1987: Management die anderen, Electro Artist, Pop Generation, Die Art u. a.
- 1986: Haus Auensee (Leipzig) „Rockpark“ (Pankow, Die Art, die anderen u. a.)
- 1986: Jazz- und Indie-Fest im Volkspark Halle (Conny Bauer, Fun Horns, fett, Electro Artist, HerTZ, die anderen u. a.)
- 1987–1988: Multimedia Show New Affaire
- 1987–1988: Off Ground I–VIII (Lindenpark Potsdam)
- 1988: Voo Voo, Bigband Young Power (VR Polen)
- 1988: Voo Voo (Pl), Maria João (PT), Chinchilla Green (BRD, AUS) u. a.
- 1989–1991: Autor (Stern, Transatlantik, Prinzz u. a.)
- 1989: Tempo-Silvesterparty im Club Langhansstraße, Berlin
- 1990–1993: TV-Produktionen WDR, RIAS-TV, DW, Premiere u. a. (AG Geige, Sandow, Mormonen in Sachsen, Falschgeld, Kujau, Posamentenfabrik, The Next in Hollywood, Fahrrad Cops in LA, Sunset Tattoo Strip - Studio u. a.)
- 1990: Volkskammerwahl und Bundestagswahlkampf SPD
- 1990: Wahlparty SPD Hamburger Bahnhof Berlin (Radio-Bigband Rundfunk der DDR, Angelika Weiz und Wolfgang Fiedler u. a.)
- 1990: Sternmarsch IG Metall (Brandenburger Tor, Potsdamer Platz) Booking für 30 Bühnen
- 1990: STAR SEARCH, TV Casting Show Los Angeles-Hollywood (The Next, vorher Trugschluss)
- 1990: „Plaste & Gitarren“ Ostrock Feature 30 min., Kooperation mit Peter Schlögl, RIAS TV
- 1991: Allerleirauh, TV Dokumentation (Stadtbad Oderberger Straße Berlin)
- 1992–1993: Dokumentationen TV touring „Holiday TV“ (Dresden und die Tabakmoschee Yenidze, Burg (Spreewald), Annaberg-Buchholz, Teupitz und das Schenkenländchen, Bernburg (Saale) u. a.)
- 1993–2012: Zeppelin Mode
- 1995–2012: Design und Produktion Schütte-Lanz und Rosa Lanz
- ab 2013: Beratungen (Ille von Rott, Andrea Prause, Star61, Thomas Weber, Annekatrin Hendel, Klaus Behnke u. a.
- 2017–2023: Hausmeister
- ab 2023: Projekt Foto-Bildbände Kiew/Kyjiw und Lemberg/Lviv (Ukr)
- seit 2024: Projekte, Filmproduktionen und Entwicklung von Marken

## Quellen

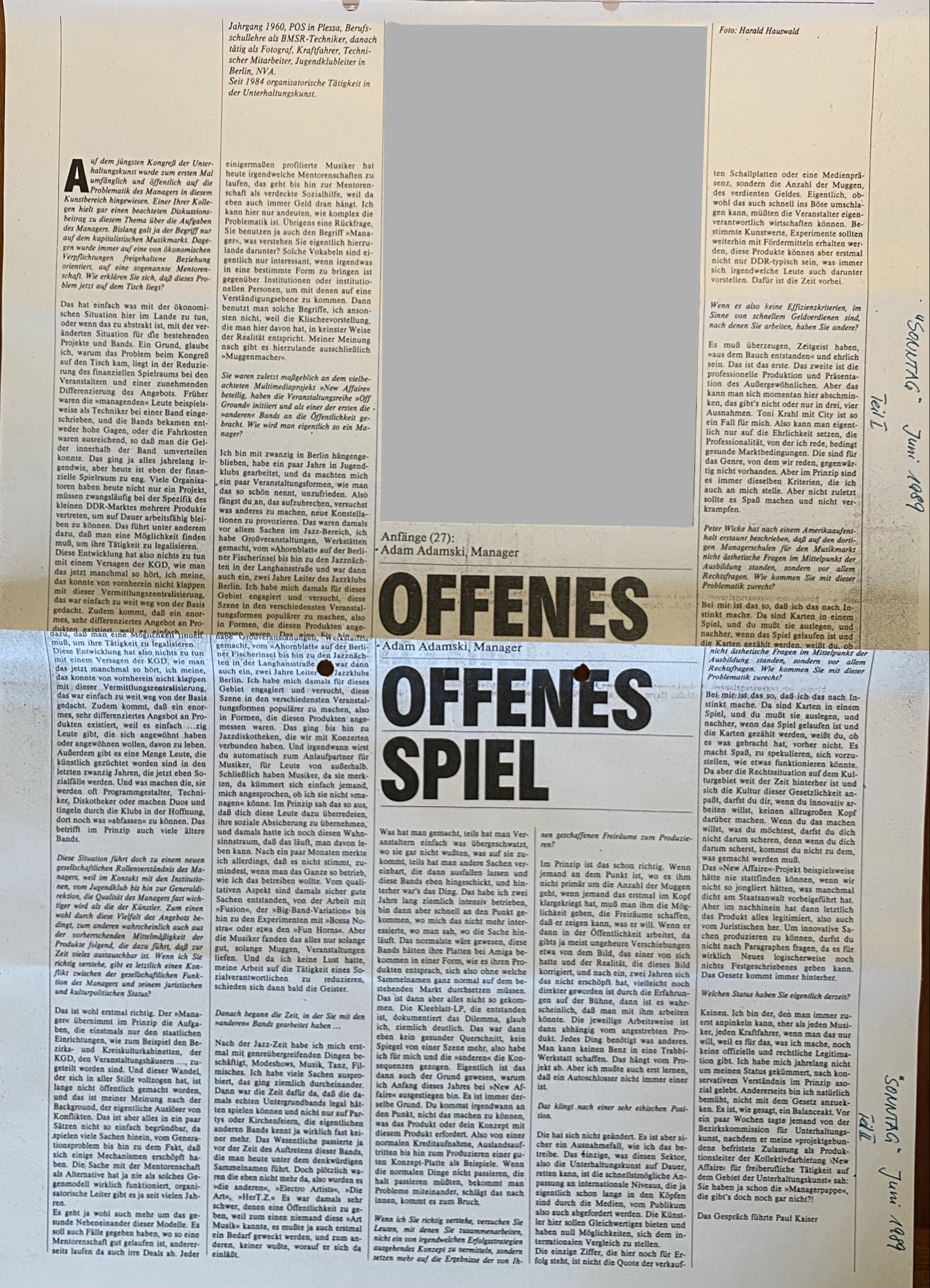
Zeitung "Sonntag", Interview "Adamski", 1989

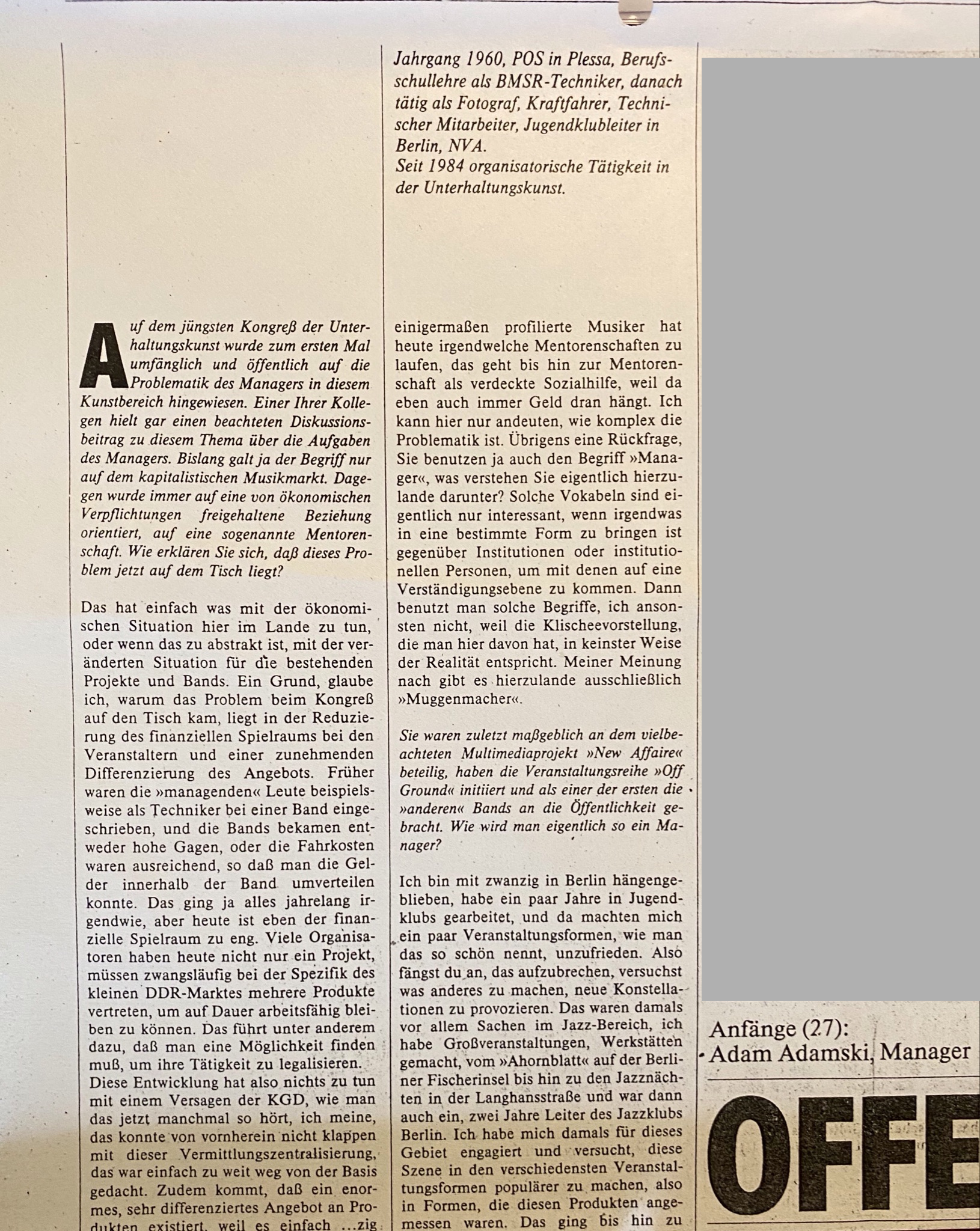
Zeitung "Sonntag", Interview "Adamski", 1989 1

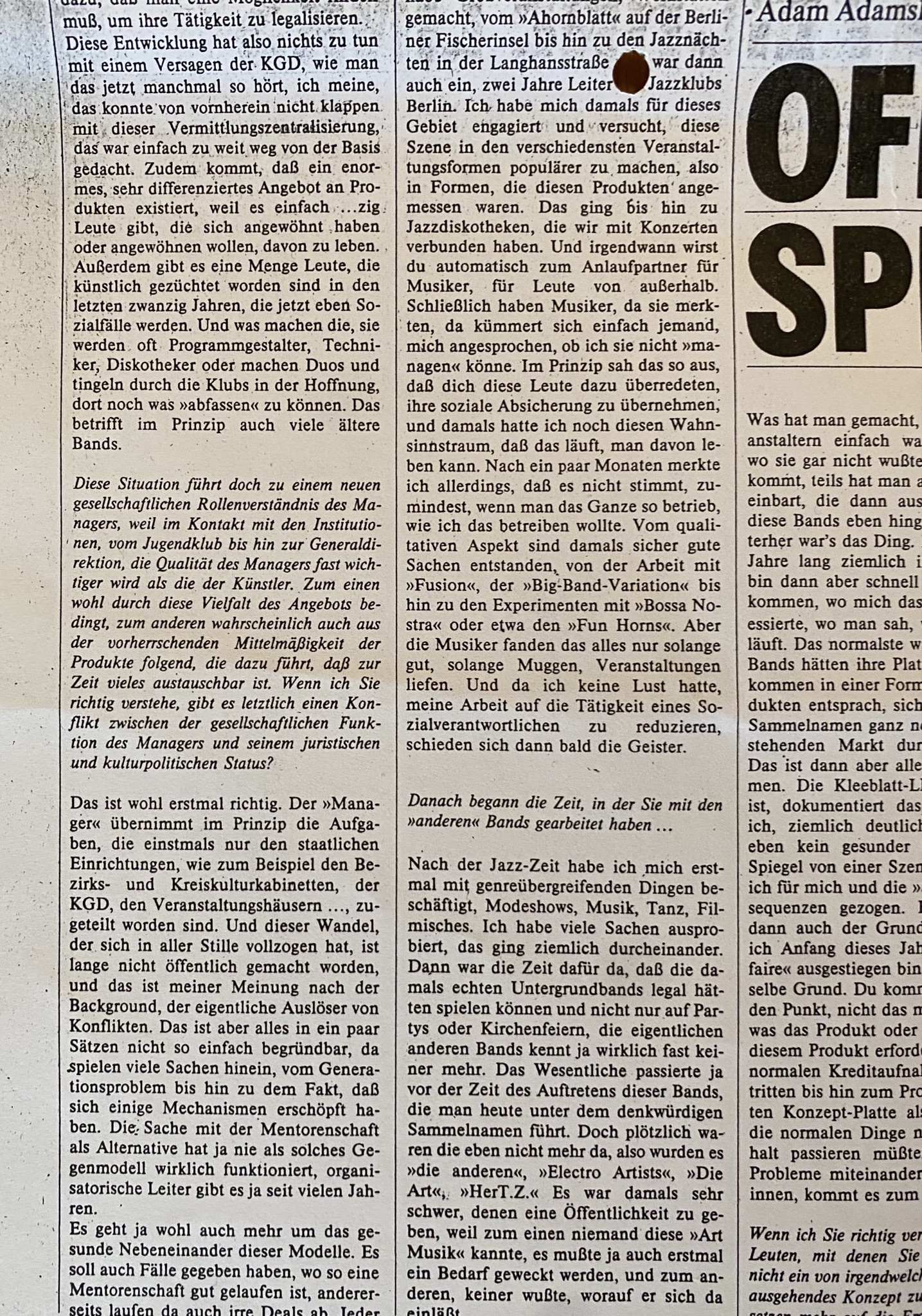
Zeitung "Sonntag", Interview "Adamski", 1989 2

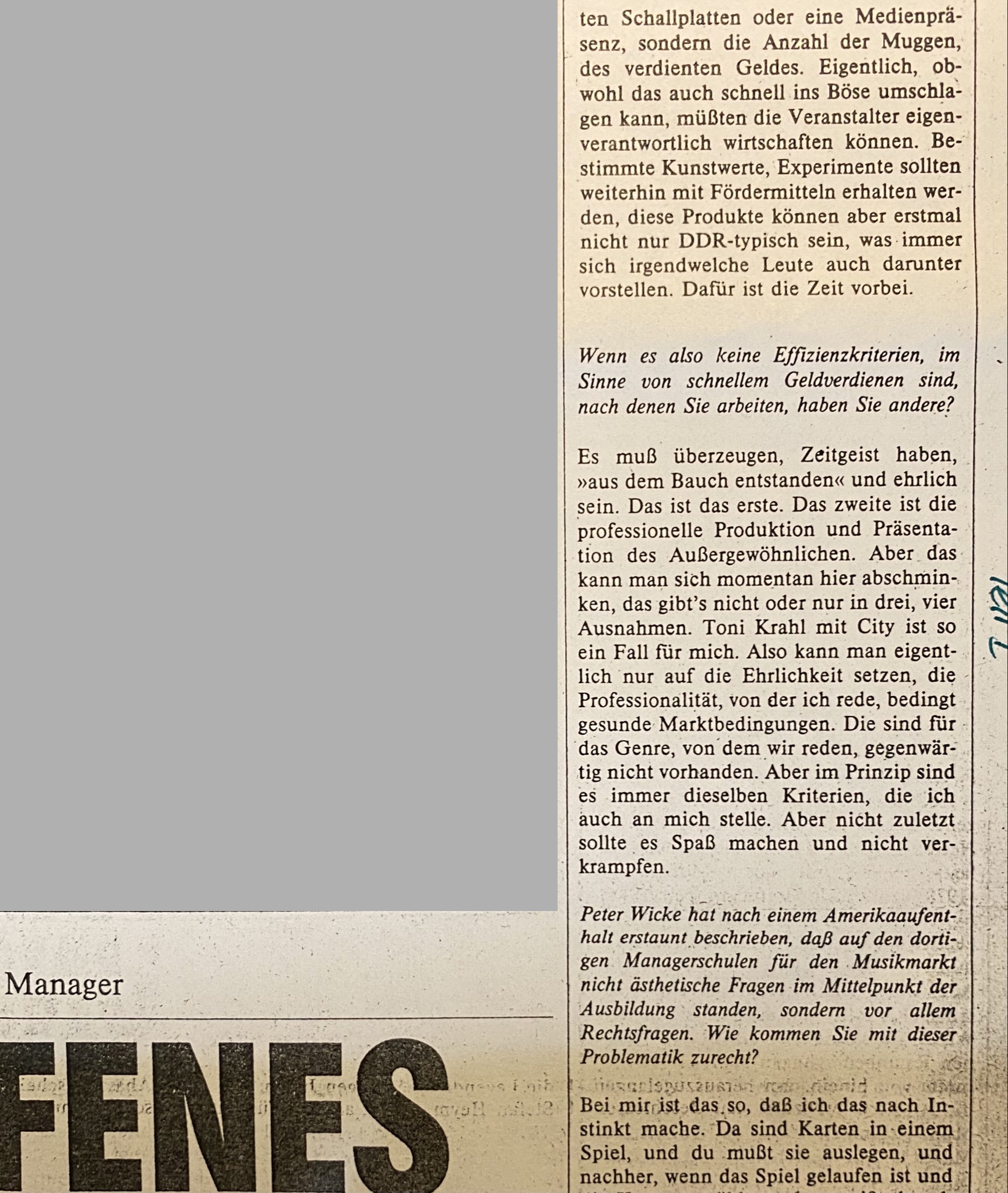
Zeitung "Sonntag", Interview "Adamski", 1989 3

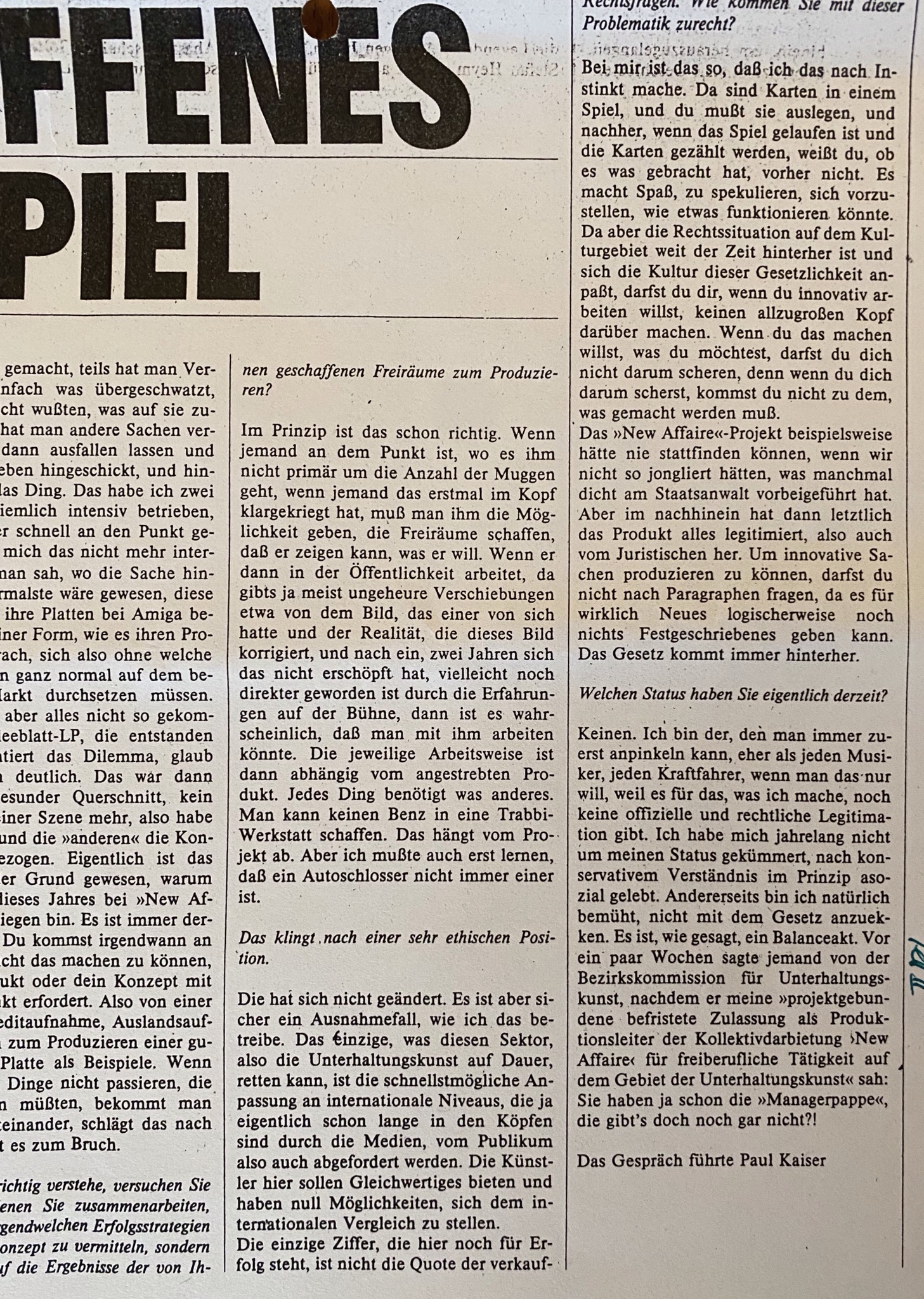
Zeitung "Sonntag", Interview "Adamski", 1989 4

Zeitung "Messitsch", Interview

Zeitung "Messitsch", Interview, 2

Zeitung "Messitsch", Interview, 3